# Bogdalický vrch
Bogdalický vrch este o arie protejată (arie specială de conservare — SAC, sit de importanță comunitară — SCI) din Slovacia întinsă pe o suprafață de 56,59 ha, integral pe uscat.

## Localizare
Centrul sitului Bogdalický vrch este situat la coordonatele 48°24′30″N 16°53′49″E / 48.408333°N 16.896944°E.

## Înființare
Situl Bogdalický vrch a fost declarat sit de importanță comunitară în aprilie 2004 pentru a proteja 48 de specii de animale. Situl a fost protejat și ca arie specială de conservare în martie 2004.

## Biodiversitate
Situată în ecoregiunea panonică, aria protejată conține 3 habitate naturale: Păduri mixte riverane de Quercus robur, Ulmus laevis și Ulmus minor, Fraxinus excelsior sau Fraxinus angustifolia, de-a lungul marilor râuri (Ulmenion minoris), Râuri cu maluri nămoloase cu vegetație de Chenopodion rubri p.p. și Bidention p.p., Lacuri eutrofice naturale cu vegetație de tip Magnopotamion sau Hydrocharition.
La baza desemnării sitului se află mai multe specii protejate:
- păsări (39): lăcar mare (Acrocephalus arundinaceus), lăcar-de-rogoz (Acrocephalus schoenobaenus), lăcar-de-lac (Acrocephalus scirpaceus), rață lingurar (Anas clypeata), rață pitică (Anas crecca), gâscă cenușie (Anser anser), gâscă de semănătură (Anser fabalis), fâsă de pădure (Anthus spinoletta), rață-cu-cap-castaniu (Aythya ferina), rața moțată (Aythya fuligula), Aythya marila, Bucephala clangula, chirighiță neagră (Chlidonias niger), erete vânăt (Circus cyaneus), erete cenușiu (Circus pygargus), Clangula hyemalis, lebădă de vară (Cygnus olor), egretă albă (Egretta alba), presură de stuf (Emberiza schoeniclus), lișiță (Fulica atra), cufundar polar (Gavia arctica), stârc pitic (Ixobrychus minutus), pescăruș sur (Larus canus), pescăruș-cu-cap-negru (Larus melanocephalus), pescăruș râzător (Larus ridibundus), Locustella naevia, ferestraș mic (Mergus albellus), codobatura galbenă (Motacilla flava), rață cu ciuf (Netta rufina), stârc de noapte (Nycticorax nycticorax), ciuf-pitic (Otus scops), potârniche (Perdix perdix), corcodel mare (Podiceps cristatus), corcodel-cu-gât-roșu (Podiceps grisegena), lăstun de mal (Riparia riparia), mărăcinar negru (Saxicola torquatus), chiră mică (Sterna albifrons), corcodel mic (Tachybaptus ruficollis), sturzul viilor (Turdus iliacus)
- amfibieni (2): buhai de baltă cu burta roșie (Bombina bombina), triton cu creastă dobrogean (Triturus dobrogicus)
- mamifere (2): liliac cârn (Barbastella barbastellus), castor (Castor fiber)
- nevertebrate (3): croitorul mare al stejarului (Cerambyx cerdo), Cucujus cinnaberinus, rădașcă (Lucanus cervus)
- pești (2): boarță (Rhodeus sericeus amarus), Romanogobio albipinnatus

Pe lângă speciile protejate, pe teritoriul sitului au mai fost identificate 2 specii de plante, 7 specii de amfibieni, 8 specii de mamifere, 3 specii de nevertebrate, 5 specii de pești, 1 specie de reptile.